# Cabinet Balkenende I
Pour les articles homonymes, voir Cabinet Balkenende.
Royaume des Pays-Bas
Kok II Balkenende II
Le cabinet Balkenende I (en néerlandais : Kabinet-Balkenende I) est le gouvernement du Royaume des Pays-Bas entre le 22 juillet 2002 et le 27 mai 2003, durant la 32e législature de la Seconde Chambre des États généraux.

## Historique du mandat
Dirigé par le nouveau Premier ministre chrétien-démocrate Jan Peter Balkenende, ce gouvernement est constitué et soutenu par une coalition entre l'Appel chrétien-démocrate (CDA), la Liste Pim Fortuyn (LPF) et le Parti populaire libéral et démocrate (VVD). Ensemble, ils disposent de 93 représentants sur 150, soit 62 % des sièges de la Seconde Chambre.
Il est formé à la suite des élections législatives du 15 mai 2002.
Il succède donc au second cabinet du travailliste Wim Kok, constitué et soutenu par une « coalition violette » entre le Parti travailliste (PvdA), le VVD et les Démocrates 66 (D66).

### Formation
Au cours du scrutin, le PvdA subit une terrible déroute en perdant la moitié de ses députés, passant de la première à la quatrième place des forces politiques néerlandaises. Le CDA, dans l'opposition depuis huit ans, devient la première formation politique du pays, tandis que la LPF surgit directement à la deuxième place, surpassant ainsi le VVD qui rétrocède d'un rang. Alors que la coalition sortante ne contrôle plus que 54 sièges, aucune autre majorité habituelle — alliance du CDA et du VVD, ou du CDA et du PvdA — ne dispose également de la majorité absolue.
Deux jours après le scrutin, le conseiller d'État chrétien-démocrate Piet Hein Donner est désigné « informateur » par la reine Beatrix. Après avoir consulté les présidents des groupes parlementaires, il en arrive à la conclusion que la meilleure solution est de former une majorité entre le CDA, la LPF et le VVD. Alors que ce dernier exprime initialement ses réserves du fait d'avoir perdu 30 % de ses sièges de représentants, il souscrit finalement à l'accord stratégique de coalition. Le 3 juillet, Donner rend sa mission et le lendemain, le projet est — pour la première fois de l'histoire néerlandaise — débattu au sein de la Seconde Chambre.
Désigné formateur ce même 4 juillet, le chef politique du CDA Jan Peter Balkenende constitue son cabinet de 13 ministres en 17 jours. Le nouveau gouvernement est assermenté le lendemain, 2 mois et 7 jours après la tenue des élections législatives.

### Succession
Les tensions internes au sein de la LPF, notamment les désaccords entre le vice-Premier ministre Eduard Bomhoff et le ministre des Affaires économiques Herman Heinsbroek poussent Balkenende à démissionner le 16 octobre 2002, seulement 86 jours après la prise de fonction de son exécutif. Les deux antagonistes sont alors expulsés du gouvernement et de nouvelles élections convoquées le 22 janvier 2003.
Ce scrutin confirme la position dominante de l'Appel chrétien-démocrate, ramène le Parti travailliste à la deuxième place et voit s'effondrer la Liste Pim Fortuyn. Bien que la coalition sortante reste majoritaire, Balkenende rejette toute nouvelle coopération avec la LPF et tente dans un premier temps de créer une « grande coalition » avec le PvdA. Ayant échoué dans cet objectif, il finit par s'associer avec le VVD et les Démocrates 66 pour constituer le cabinet Balkenende II, 4 mois et 5 jours après le scrutin.

## Composition

### Initiale (22 juillet 2002)
| Portefeuille                                                                                | Titulaire | Titulaire             | Parti |
| ------------------------------------------------------------------------------------------- | --------- | --------------------- | ----- |
| Premier ministre Ministre des Affaires générales                                            |           | Jan Peter Balkenende  | CDA   |
| Vice-Premier ministre Ministre de la Santé, du Bien-être et des Sports                      |           | Eduard Bomhoff        | LPF   |
| Vice-Premier ministre Ministre des Affaires intérieures et des Relations au sein du royaume |           | Johan Remkes          | VVD   |
| Ministre des Affaires étrangères                                                            |           | Jaap de Hoop Scheffer | CDA   |
| Ministre de la Justice                                                                      |           | Piet Hein Donner      | CDA   |
| Ministre de l'Immigration et de l'Intégration                                               |           | Hilbrand Nawijn       | LPF   |
| Ministre de l'Éducation, de la Culture et de la Science                                     |           | Maria van der Hoeven  | CDA   |
| Ministre des Finances                                                                       |           | Hans Hoogervorst      | VVD   |
| Ministre de la Défense                                                                      |           | Benk Korthals         | VVD   |
| Ministre du Logement, de l’Aménagement du territoire et de l’Environnement                  |           | Henk Kamp             | VVD   |
| Ministre des Transports et des Eaux                                                         |           | Roelf de Boer         | LPF   |
| Ministre des Affaires économiques                                                           |           | Herman Heinsbroek     | LPF   |
| Ministre de l'Agriculture, de la Protection de la nature et de la Pêche                     |           | Cees Veerman          | CDA   |
| Ministre des Affaires sociales et de l'Emploi                                               |           | Aart Jan de Geus      | CDA   |

### Remaniement du16 octobre 2002
- Les nouveaux ministres sont indiqués en gras, ceux ayant changé d'attribution en italique.

| Portefeuille                                                                                   | Titulaire | Titulaire                                               | Parti |
| ---------------------------------------------------------------------------------------------- | --------- | ------------------------------------------------------- | ----- |
| Premier ministre Ministre des Affaires générales                                               |           | Jan Peter Balkenende                                    | CDA   |
| Vice-Premier ministre Ministre des Transports et des Eaux                                      |           | Roelf de Boer                                           | LPF   |
| Vice-Premier ministre Ministre des Affaires intérieures et des Relations au sein du royaume    |           | Johan Remkes                                            | VVD   |
| Ministre des Affaires étrangères                                                               |           | Jaap de Hoop Scheffer                                   | CDA   |
| Ministre de la Justice                                                                         |           | Piet Hein Donner                                        | CDA   |
| Ministre de l'Immigration et de l'Intégration                                                  |           | Hilbrand Nawijn                                         | LPF   |
| Ministre de l'Éducation, de la Culture et de la Science                                        |           | Maria van der Hoeven                                    | CDA   |
| Ministre des Finances Ministre des Affaires économiques                                        |           | Hans Hoogervorst                                        | VVD   |
| Ministre de la Défense                                                                         |           | Benk Korthals (jusqu'au 12/12/2002) Henk Kamp (intérim) | VVD   |
| Ministre du Logement, de l’Aménagement du territoire et de l’Environnement                     |           | Henk Kamp                                               | VVD   |
| Ministre de l'Agriculture, de la Protection de la nature et de la Pêche                        |           | Cees Veerman                                            | CDA   |
| Ministre des Affaires sociales et de l’Emploi Ministre de la Santé, du Bien-être et des Sports |           | Aart Jan de Geus                                        | CDA   |